# Atfalati Indijanci
Atfalati (Tualatin,  Wapato Lake Indijanci) je pleme Kalapooian Indijanaca iz doline Willamette, osobito oko Forest Grovea i jezera Wapato. Godine 1848. preostalo ih je 80 (30 ratnika), od toga 1910.  preostalo ih je 44. Prema popisu na Grand Ronde rezervatu, na koji su smješteni 1855., bilo ih je 28 (1890). Posljednji Atfalati koji je još govorio materinjim jezikom, Louis Kenoyer, umro je tijekom zime 1936. godine. 

## Ime
Ime plemena Atfalati (A-tfa'-lati), njihovo je vlastito ime, ali značenje nije poznato i često je skraćivano na Fallatahs. Ovaj naziv često se javlja u raznim varijantama: Fallateen, Faulity" "Tuhwalati, Fallatry, Fallatine i Quality. Palmer (1859.) koristi ime Tualatin. Naseljenici su ih po lokaciji nazivali Wapato Lake Indians. Isto i Tuálati.

## Povijest
Atfalati 1700. broje oko 2,400 duša, a 1792. prvi puta dolaze u kontakt s bijelcima, pa im uskoro počinje i broj opadati. Godine 1780. ima ih 2,000, a 1800. (1,800). Ekspedicija Lewisa i Clarka posječuje ih 1805.  Do sredine 19. stoljeća Atfalati imaju problema s bijelcima, čije ih bolesti ubijaju. Godine 1824. pogađa ih prva epidemija boginja, a 1829 i druga, ova je upravo katastrofalna jer je odnesla 80% Atfalati-populacije. No, već nakon toga godinu dana poslije (1830.), dolazi i do epidemije malarije. Najezdom naseljenika Oregon Trail 1841. dolazi do konflikata. Preostalo ih je tek 60 1848., nakon čega 1850. dolazi do nove navale bijelaca, ovaj puta rudara i naseljenika.  Bez zemlje i decimirani, 1855. moraju otići na rezervat Grand Ronde, gdje ulaze u konfederaciju s drugim nadvladanim plemenima. Uskoro im se gubi trag jer se plemena ne popisuju zasebno. Potomaka, barem miješanih, zacijelo još imaju na Grand Ronde rezervatu.

## Etnografija
Atfalati, pa ni druga Calapooya plemena nisu igrala neku veću ulogu u povijesti Amerike. Život im je ovisio o prirodi i njezinim darovima, stoga je sezona odlučivala o stilu i načinu življenja. Njihova stalna zimska naselja nalazila su se u području oko Wapato jezera, Beavertona, Forest Grovea i  Hillsboroa. Dvije do pet obitelji zajednički dijele 40-50 stopa dugu kuću od zemljane konstrukcije, korom pokrivenu. Unutrašnjost je prilično neudobna, vruća i zadimljena od vatara za kuhanje. Bogatije obitelji, ili one od utjecaja, uključujući i poglavicu, živjeli su u cedrovim kućama. Treba dodati ovdje i posebne kuće vijeća koje su se nalazile po nekim njihovim logorima. Služile su za održavanje važnih sastanaka i ceremonija. 
Atfalati zimu prezimljuju na hrani koju su pripremali tijekom toplih ljetnih mjeseci i sušili je. Zimska sela nalazila bi se uz močvare ili na preriji, gdje je bilo moguće uhvatiti divljač. Lovili su crnorepog i bjelorepog jelena, losa, smeđog i crnog medvjeda, dabrove i vidre. Atfalati su katkada krzna vidri, dabrova, vukova i kojota mijenjali za tuljana ili lososa koje su hvatala druga plemena. Dolaskom proljeća, Indijanci napuštaju sela i odlaze na otvorenu preriju, u žetvu. Žanje se naravno ono što je priroda posadila, to je 'camas' (lat. Camassia), biljka iz porodice ljiljana sa slatkim jestivim gomoljem. Beru ga svi tamošnji domoroci, a ime joj dolazi iz jezika Chinook-Indijanaca (chamas= sladak). 
Camas je ovdje glavna hrana Indijanaca, i kruh nasušni. Indijanci je prže i prešaju u malene kolačiće koji se zatim skladište za zimu. Druga skoro isto tako značajna biljka je wapato ili ma'mptu, korijena nalik na krumpir. Sakupljalo se i suncokretovo sjeme, sušilo i drobilo u mužaru. Žir, lješnjaci i razne bobice također su se sakupljali i spremali.
Atfalati doista odudaraju od plemena sa Sjeverozapada koji su veliki ihtiofazi, i čija ekonomija počiva na lososu. Atfalati su živjeli od lova i žetve prirodnih plodova.

## Bande i sela
Gatschet (1877) navodi sljedeće:
- Chachambitmanchal, 3 1/2 milje sjeverno od Forest Grove.
- Chachamewa,  Forest Grove, 6 milja od Wapato Lake.
- Chachanim, na Wapato Lake prairie.
- Chachif, na Wapato Lake.
- Chachimahiyuk, između Wapato Lake i Willamette River, Washington County.
- Chachimewa, na ili blizu Wapato Lake, Yamhill County.
- Chachokwith, na istoimenom mjestu sjeverno od Forest Grove, Washington County.
- Chagindueftei, između Hillsboro i Sauvies Island, Washington County.
- Chahelim, u Chehelim Valley, 5 milja južno od Wapato Lake, Yamhill County.
- Chakeipi, oko 10 miles zapadno od Oregon City.
- Chakutpaliu, sjeveroistočno Hillsboro, Washington County.
- Chalal,  Wapato Lake.
- Chalawai, jugoistočno od Wapato Lake.
- Chamampit, na Wapato Creek na istočnoj strani Wapato Lake.
- Chapanaghtin, sjeverno od Hillsboro, Washington County.
- Chapokele, 4 milje zapadno od Wapato Lake.
- Chapungathpi, na Forest Grove, Washington County.
- Chatagihl, Wapato Lake.
- Chatagithl, na Wapato Lake.
- Chatagshish, u Washington County.
- Chatakuin, 7 milja sjeverno od Hillsboro, Washington County.
- Chatamnei, 10 milja sjeverno od Wapato Lake, u Washington County.
- Chatilkuei, 5 milja zapadno od Wapato Lake, u Yamhill County.
- Chawayed, zapadno od Forest Grove, u Washington County.

## Vanjske poveznice
- Atfalati Indian Tribe History
- Atfalati  Arhivirana inačica izvorne stranice od 26. rujna 2007. (Wayback Machine)
- Atfalati – the Indians of Cedar Mill  Arhivirana inačica izvorne stranice od 13. ožujka 2005. (Wayback Machine)
- [neaktivna poveznica]